# Crosskeyellum
Crosskeyellum is een muggenondergeslacht uit de familie van de kriebelmuggen (Simuliidae). De wetenschappelijke naam van het ondergeslacht is voor het eerst geldig gepubliceerd in 1970 door Grenier en Bailly-Choumara (als geslacht).